# 34770 Leyendecker
34770 Leyendecker este o planetă minoră (asteroid) din centura de asteroizi. A fost descoperită pe 24 august 2001 la Experimental Test Site⁠(d) de Lincoln Near-Earth Asteroid Research. 
Obiectul prezintă o orbită caracterizată de o semiaxă mare de 2,9679449 UAi, o excentricitate de 0,08, o înclinație de 1,20813 ° în raport cu ecliptica.